# Aminobifenol
El aminobifenol (C12H11N) es un compuesto químico contenido en el humo del tabaco, de probado efecto cancerígeno.
- Estado físico: cristales entre incoloros y blancos, viran a oscuro por exposición al aire o a la luz.
- Peligros químicos: la sustancia se descompone al calentarla intensamente, produciendo humos tóxicos de óxidos de nitrógeno. Reacciona violentamente con oxidantes, originando peligro de incendio y explosión.
- Límites de exposición: TLV no establecido. MAK no establecido.
- Vías de exposición: la sustancia se puede absorber por inhalación del vapor y del aerosol y por ingestión.
- Riesgos de inhalación: la evaporación a 20 °C es despreciable; sin embargo, se puede alcanzar rápidamente una concentración nociva de partículas en el aire.
- Efectos de exposición de corta duración: la sustancia puede causar efectos en sangre, dando lugar a la formación de metahemoglobina. La exposición a altas concentraciones puede producir la muerte. Se recomienda vigilancia médica.
- Efectos de exposición prolongada o repetida: el contacto prolongado o repetido puede producir sensibilización de la piel. La experimentación animal muestra que esta sustancia posiblemente cause efectos tóxicos en la reproducción humana.

- Datos: Q5672679